# Версальский роман
«Верса́льский рома́н» (англ. A Little Chaos — дословно «Небольшой хаос») — британская костюмированная историческая драма 2014 года, повествующая об эпохе правления во Франции Людовика XIV по прозвищу «король-солнце». Фильм был срежиссирован Аланом Рикманом, который также снялся в роли короля. Премьера состоялась на 39-м фестивале в Торонто в сентябре 2014.

## Сюжет
Король Франции Людовик XIV решает перенести свою резиденцию из парижского замка Лувр в строящийся в пригороде Парижа Версаль. В этом ему помогают его придворные архитекторы и садовники, в числе которых оказывается мадам Сабин де Барра — мастер садового искусства. В фильме повествуется о том, как никому не известная до сих пор при дворе садовница получает должность у «короля-солнца» при создании паркового ансамбля Версаля и как ей удаётся весьма успешно справиться с поставленной задачей, преодолевая погодные и географические условия, тернии придворного общества и запретную любовь.

## В ролях
- Кейт Уинслет — Сабин де Барра
- Маттиас Схунартс — Андре Ленотр
- Алан Рикман — король Людовик XIV
- Стэнли Туччи — Филипп, герцог Орлеанский[7]
- Хелен Маккрори — мадам Ленотр
- Руперт Пенри-Джонс — герцог де Лозен
- Генри Гаррет — Винсент
- Джэми Брэдли — маркиз дю Васс
- Андреа Паула Пауль — Елизавета Шарлотта Пфальцская
- Адам Джеймс — месье де Барра
- Стивен Вэддингтон — Тьерри Дюрас
- Каролина Валдес — королева Мария Терезия
- Дэниэл Уэбб — Молин
- Морган Уоткинс — Люк
- Дженнифер Эль — мадам Монтеспан
- Кэти Бэлтон — Луиза
- Филлида Ло — Сюзанна
- Полин Моран — Ариан
- Томас Аллам — Луи Александр